# 伊斯兰国
伊斯兰国（阿拉伯語：الدولة الإسلامية，转写：ad-Dawlat al-Islamiya），前称伊拉克和沙姆伊斯兰国（阿拉伯語：الدولة الاسلامية في العراق والشام，转写：ad-Dawlat al-Islamiyat fi al-Iraq wa-sh-Sham，简称ISIS）或伊拉克和黎凡特伊斯兰国（英語：Islamic State of Iraq and the Levant，简称ISIL），是一个活跃在伊拉克和叙利亚的萨拉菲聖戰主義组织以及未被世界广泛认可的政治實體，奉行极端保守的伊斯兰原教旨主义瓦哈比派，屬遜尼宗的一脈。组织领袖巴格達迪自封为哈里发，定國號为「伊斯兰国」，宣称自身对于整个穆斯林世界（包括非洲东部、中部、北部、黑海东部、南部、西部，中亚和西亚、欧洲伊比利半岛和巴爾幹半島、印度半島幾乎全境、中国西北地区）拥有統治地位。周边阿拉伯国家以阿拉伯文缩写称其为「达伊沙」（阿拉伯語：داعش, Dā'esh；da:ʕeʃ），与阿拉伯语的“踩踏”（阿拉伯語：دعس‎, Da'es）諧音，以示对其“伊斯兰国”名稱的不承认及蔑视；联合国亦采用。中国大陸媒体有时则直接以“极端组织”代指这一组织。
该组织目前致力在伊拉克及沙姆地区（又稱黎凡特）建立政教合一的伊斯兰国家，是叙利亚内战反政府武装中主要的圣战组织之一，并占领伊拉克北部、及敘利亞中部的部分城市和地区。其自认为是一个独立国家，声称拥有伊拉克和叙利亚的主权，而且宣稱已于2014年11月13日拥有阿拉伯地区更多的主权，涉及利比亚、埃及、阿尔及利亚、沙特阿拉伯和也门等国家。
伊斯兰国以反对偶像崇拜为理由，摧毀占领区内的文化古迹。同时，伊斯兰国对俘虏及包括记者在内的平民进行斩首并拍摄视频广泛传播。这些举动使得包括联合国在内的大多数国家和组织定性其为恐怖组织。
该组织参与的戰事包括伊拉克战争及伊拉克内戰、敘利亞內戰、利比亞內戰、西奈半岛动乱和阿富汗戰爭，与這些国家的政府军（也包括叙利亚反对派）、部分地方武装以及一些北约成员国或欧洲国家军队交战。2015年12月，伊斯蘭國宣稱要攻擊以色列。
该组织的几个领导人曾声称时任美国总统小布什在2003年发动的伊拉克戰爭是导致他们发起对美国的圣战之原因，而美军行动使他们获得士兵和最终夺回国家的控制权变得容易。
伊斯兰国并不谋求参与所佔領国家的政治权力分配，其根本目的是要在中东地区建立政教合一的極端伊斯兰国家。伊斯兰国实行严格的伊斯兰教法，实现「伊斯兰化」，要讓受到統治的民眾「成為真正服從的穆斯林」。而从其在伊拉克和叙利亚采取的武装行动性质可以看出该组织極權主義、军国主义、伊斯蘭法西斯主義倾向十分明显。随着穆罕默德·西亚德·巴雷在内战中垮台；萨达姆·侯赛因在美英联军发动的入侵战争中倒台；马维亚·乌尔德·西德·艾哈迈德·塔亚因军事政变而下台；而自阿拉伯之春与阿拉伯之夏爆发后宰因·阿比丁·本·阿里、穆罕默德·胡斯尼·穆巴拉克、穆阿迈尔·卡扎菲、阿里·阿卜杜拉·萨利赫、阿卜杜勒-阿齐兹·布特弗利卡、奥马尔·巴希尔、巴沙尔·阿萨德一系列独裁者被打倒以及泛阿拉伯世俗主义的式微，中东面临着回到逊尼派和什叶派宗教混战的危機。同時，伊拉克政府军与反政府武装力量对抗的其中一部分就是一场逊尼派和什叶派的宗教混战。海灣逊尼派宗教神權國家（有別於世俗國家）與團體（沙特阿拉伯、卡達等）對什叶派國家的敵視，與對叛亂組織或明或暗的支持和資助（该组织大部分头目来自沙烏地阿拉伯），也是造成今日混亂局面的因素之一。
2017年11月17日，伊拉克政府軍攻克伊斯蘭國在伊拉克境內最後的軍事據點拉瓦。2018年，伊斯蘭國的領土僅剩敘利亞境內沿幼發拉底河以東、臨近與伊拉克之間邊境的一小部分城市。2019年3月23日，美國支持的敘利亞反政府武裝勢力「敘利亞民主力量」攻克伊斯蘭國在敘利亞境內最後的軍事據點巴古斯村，然而據信伊斯蘭國的餘黨仍潛伏於敘利亞、伊拉克、阿富汗、菲律賓、奈及利亞等地，遍布於世界各國。
2023年8月27日，由於西非混亂原因，使得ISIS、蓋達組織等武裝團體在馬利北部快速擴張，其中ISIS在一年內擴張一倍領土。

## 發展
該組織最初由一系列的叛亂團體组成和支持，2004年初改名“统一圣战组织”（Jamāʻat al-Tawḥīd wa-al-Jihād，The Organization of Monotheism and Jihad，JTJ），此前还曾使用过多個不同的名称。
2004年10月，统一圣战组织时任领导人阿布·穆萨布·扎卡维宣布效忠奥萨马·本·拉登，随后该组织改名为“两河国家蓋達组织”（Tanẓīm Qāʻidat al-Jihād fī Bilād al-Rāfidayn（QJTR），"The Organization of Jihad's Base in the Country of the Two Rivers"（TQJBR）），通常被称为“伊拉克基地组织”（"Al-Qaeda in Iraq"（AQI））。尽管该组织从未自称“伊拉克蓋達组织”，但外界广泛地使用这个名字用来称呼它，還有它的各种化名與化身。
2006年1月，伊拉克蓋達组织与几个较小的伊拉克叛乱組織合并形成伞式组织“圣战者协商委员会”（"Mujahideen Shura Council"）。這種改名不过是一次宣傳手段，可能是为了与制造2005年安曼爆炸案等戰略錯誤做切割。2006年6月7日扎卡维遭到美军空袭炸死，穆哈吉爾繼任為該組織領導人。

### 伊拉克伊斯蘭國
2006年10月12日，圣战者协商委员会与Jaysh al-Fatiheen、Jund al-Sahaba、统一圣行拥护者、胜利军等4个叛乱组织和一些伊拉克部落的代表联合，同时宣誓遵守阿拉伯传统Ḥilf al-Muṭayyabīn（香氣者的誓言）。他们在仪式上宣誓将从什叶派穆斯林和外国势力的压迫下解放伊拉克的逊尼派，以真主的名义，恢復伊斯兰的荣耀」。次日“伊拉克伊斯兰国”（Dawlat al-ʻIraq al-Islāmīyah，"Islamic State of Iraq"（ISI））宣告成立。设立了内阁，阿布·阿卜杜拉·拉希德·巴格达迪成为挂名埃米尔，实际权力由埃及人穆哈吉爾把持。建国宣言不仅受到了伊拉克圣战者中的对手们的恶意抨击，也受到了国外主要圣战主义者的反对。
2010年4月18日，穆哈吉爾和拉希德·巴格达迪在萨拉赫丁省首府提克里特附近被美国和伊拉克联军击毙。
一位前任海珊部隊的將領，擁立了阿布·贝克尔·巴格达迪為該組織的領導人。
2011年，当时还隶属于蓋達组织的“伊拉克伊斯兰国”武装分子通过伊叙边境进入叙利亚，又在叙利亚组建了一个名为“努斯拉陣線”的激进组织。

### 伊拉克和沙姆伊斯蘭國
2013年4月，巴格达迪单方面宣布将“伊拉克伊斯兰国”和“努斯拉阵线”合并成一个组织“伊拉克和沙姆伊斯兰国”（阿拉伯語： ad-Dawlat al-Islāmiyya fī’l-‘Irāq wa’sh-Shām"，Islamic State in Iraq and al-Sham"，简称ISIS），又譯“伊拉克和黎凡特伊斯兰国”（"Islamic State in Iraq and the Levant"，简称ISIL）。两种不同的译名产生是由于对于叙利亚及周边地区，阿拉伯人使用“Shām”（或Shaam，译为沙姆地区），而欧美对相近的地理概念惯用“黎凡特”一词。不過在叙利亚的原“努斯拉阵线”成员不同意巴格达迪單方面宣佈「合并」的決定，兩者最終決裂。
2014年2月，在历经了8個月的权力争斗之后，蓋達组织宣布「伊拉克和沙姆伊斯蘭國」过于极端、殘忍、野蠻，而切斷了与它的所有联系。賓·拉登的高級幕僚曾在21頁信函中，譴責該組織的惡行：包括多次炸毀清真寺、违背《古蘭經》教義展开血腥種族清洗、使用氯氣进行毒殺、在巴格達的天主教堂裏屠殺信徒，蓋達组织應與其劃清界限，以免形象被拖累，故该组织已不被蓋達组织所承认。不过在歐巴馬向伊拉克猛增军事行動之后，伊斯蘭國与伊拉克的蓋達組織又开始合作對抗美军。

### 伊斯蘭國
2014年6月29日，巴格达迪宣布將「伊拉克和沙姆」字樣捨去，直稱“伊斯兰国”（The Islamic State，簡稱：IS），巴格达迪恢復本名「易卜拉欣」，自稱哈里發。阿拉伯世界各國政府和反對該組織的人，用阿拉伯語的縮寫Daʿesh（中文音译为“达伊沙”）稱呼該組織，取其阿拉伯名的首個字母Dāl, ʾAlif, ʿAyn, Šīn組成。該組織視這名稱為侮辱，因為名稱中沒有「伊斯蘭」一詞。有摩蘇爾居民說，武裝分子警告他們不可使用這个名稱，否則會割去他們的舌頭。

与伊斯兰国作战的国家和地区
联合特遣队－坚决行动
其他国家
伊斯兰国控制的领土（2015年）

负责“伊斯兰国”在叙利亚占领区军事活动的指挥官叫阿布·阿里·安巴里，年过50岁的安巴里出生于伊拉克摩苏尔的北部地区，在萨达姆统治时期，他曾获共和国卫队的少将军衔，属于萨达姆的高级将领。后来和巴格达迪走到了一起。负责“伊斯兰国”在伊拉克占领区军事活动的指挥官为阿布·穆斯利姆·图尔克马尼，图尔克马尼又名哈吉卜·穆塔兹，曾是伊拉克军方核心情报部门的一名中校，也曾在萨达姆总统的特种部队任职。还有一名来自车臣的军事总指挥官阿布·奥马尔·舒斯哈尼（舒斯哈尼在阿拉伯语中是“车臣”的意思），他的真正名字叫巴提拉什维利（Tarkhan Tayumurazovich Batirashvili）。1986年出生在苏联高加索地区潘基斯峡谷的一个村庄里（现属格鲁吉亚）。2013年成为“伊拉克和黎凡特伊斯兰国”成员，以作战凶悍著称，并频繁出现在该组织发布的照片和视频中。巴格达迪除上述三位得力“臂膀”，“伊斯兰国”内阁还明确设置各部“部长”和各省“省长”。
2014年12月18日，美国五角大楼发言人宣布消息，证实11月在对伊拉克的一次空袭中打死“伊斯兰国”组织的3名头目，其中包括第2号人物阿布·穆斯利姆·图尔克马尼，占领摩苏尔的“伊斯兰国”组织司令拉德万·塔利布·侯赛因·哈姆杜尼（Radwan Taleb al-Hamdouni），以及该组织在伊拉克的军事行动负责人阿卜杜勒·巴西特。
2015年3月7日，在尼日利亞造成嚴重安全威脅的博科聖地組織表示效忠伊斯蘭國。
2015年1月，巴格达迪称塔利班领袖穆罕默德·奥马尔是“傻瓜和无知的军阀”。4月塔利班亦以“穆民的长官”穆罕默德·奥马尔的名义发布教令，称巴格达迪是“伪哈里发”，又声称“伊斯兰国”组织的一系列行为违反了伊斯兰教法，将其定为非法组织。伊斯兰国向阿富汗境内渗透，与塔利班发生武装冲突。
2017後隨著俄羅斯在敘利亞內戰的軍事介入與伊朗代表的泛什葉派力量大舉攻入伊拉克和敘利亞戰場，伊斯蘭國大舉潰敗，摩蘇爾與拉卡兩座大城市先後被攻陷，有形的IS領土幾乎消滅。
2019年3月23日，伊斯蘭國最後據點被叙利亚民主力量攻佔，敘利亞民主力量同時宣布伊斯蘭國組織完全瓦解，正式滅亡；但原伊斯蘭國領導人巴格達迪行蹤成謎。
2019年4月21日，斯里兰卡共发生8起爆炸案，分布于首都科伦坡、附近的尼甘布以及东部拜蒂克洛，涉及3个教堂及4家酒店。23日，“伊斯兰国”宣称对爆炸案负责。
2019年4月29日，伊斯蘭國領導人巴格達迪在伊斯蘭國組織喪失所有據點後首次公開露面現身。
2019年5月11日，伊斯蘭國宣傳機構「阿瑪克通訊社」（Amaq News Agency）在印度安全部隊於爭議的克什米爾（Kashmir）地區跟激進分子爆發衝突後，宣稱該組織在印度建立名為「印度省」（Wilayah of Hind）的新省分。
2019年10月27日，美國總統唐納德·川普宣布伊斯蘭國領導人巴格達迪已在美軍於敘利亞伊德利卜（Idlib）地區所發起的一次突襲行動中喪生。同日稍晚，該組織發言人阿布-哈桑·阿勒穆哈加亦在傑拉布盧斯（Jarablus）附近被擊斃。
2020年3月9日，獲得連任的阿富汗總統甘尼在首都喀布爾總統府宣誓就職，數百觀禮賓客於現場突然聽到兩聲巨大爆炸，部分賓客拔腿就跑，所幸未傳出傷亡。伊斯蘭國隨即發表聲明，宣稱爆炸是他們所為。
2021年10月11日，伊拉克政府逮捕伊斯兰国負責金融活動的高级领导人兼巴格达迪的副手萨米·贾西姆。
2022年1月20日，伊斯兰国成员对敘利亞哈塞克省一座监狱发动袭击，準備協助伊斯兰国成员越狱。當日襲擊造成18名叙利亚民主军士兵和监狱看守丧生，至少16名伊斯兰国成员被击毙。截至1月23日，雙方交戰導致至少123人死亡，其中77人為伊斯蘭國成員。
2022年2月3日，第二任哈里发阿布·易卜拉欣·哈希米·库雷希在美军突袭行动中引爆炸弹自尽。

## 軍事
“伊斯兰国”称拥有数万名軍人，並且擁有大量美军和其他國家軍隊的武器，如槍械、火砲、坦克等（還擁有少量戰機和直升機，但缺乏相關飞行员）。媒体指出，众多原海珊旗下军人在2003年失業以后加入了该组织。因此该组织军人训练有素，装备精良，而且熟悉伊拉克地理环境，此外該組織還有許多來自海外的武装人員加入。

| 国家             | 人口  |
| ---------------- | ----- |
| 俄羅斯           | 5,000 |
| 突尼西亞         | 4,000 |
| 约旦             | 3,950 |
| 沙烏地阿拉伯     | 3,244 |
| 土耳其           | 3,000 |
|                  | 2,500 |
| 法國             | 1,910 |
| 摩洛哥           | 1,699 |
|                  | 1,502 |
| 突厥斯坦伊斯蘭黨 | 1,000 |

### 人員
在2014年時，该组织向每個戰士發放約400至600美元的月薪，並分配宿舍，許多是被沒收的當地非遜尼派居民或已逃離的政府公務員的住屋。到2015年伊斯蘭國因為財政問題而削減戰士薪金多達七成半，引起一些戰士不滿並打算離開該組織。

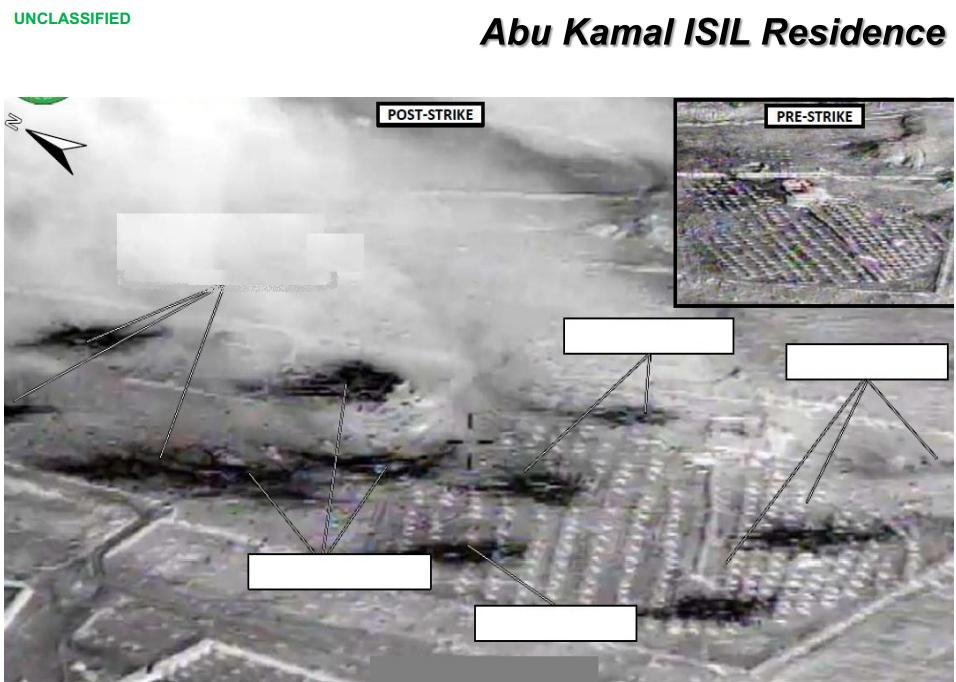
美軍空襲敘利亞境內的伊斯蘭國武装部队。

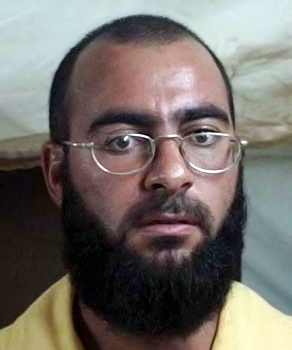
已死亡的前領導人巴格達迪

聯軍方面估計該組織的兵力在2014年12月達到最高峰，有31,000人，大多數是外籍聖戰分子，随着该组织在敘利亞和伊拉克两地節節敗退，到2016年兵力減至19,000人—25,000人其“核心成员”据称约有1,000人。2010年时有资料估计其武装人员有約10,000名。除了人数外，“伊斯兰国”軍事成员的国籍也难以统计，有资料显示，该组织起初多在伊拉克、阿富汗、车臣共和国等地招募武装分子。另据一份法国研究机构的报告分析，该组织头目多来自伊拉克、利比亚、沙烏地阿拉伯和突尼西亞，如今有着3,000多名来自德國、法國、英國、澳洲、美國、加拿大等西方国家的穆斯林“志愿者”。2014年中，估計有約500名穆斯林英國人在伊拉克和敘利亞為伊斯蘭國作戰。英國國會的工黨議員Khalid Mahmood指出，到伊拉克和敘利亞參戰的穆斯林英國人相信多達2,000人。各界擔心這些聖戰分子從中東返回英國後，將會對英國的國家安全構成潛在威脅。毗鄰伊斯蘭國控制區的土耳其也是伊斯蘭國其中一個主要招兵來源，至2014年9月估計已有多達1,000名土耳其人加入該組織。中國的一些新疆東突分離分子也來到中東為伊斯蘭國作戰，2014年12月有報道指伊斯蘭國的「東突營」有大約300名戰鬥人員，数目极有可能还在不断增加，此外，被联合国认定为恐怖主义组织的突厥斯坦伊斯兰党亦有可能与伊斯兰国有密切关系。另一方面日本也傳出有年輕人想加入伊斯蘭國作戰。
「伊斯蘭國」綁架大量兒童，訓練他們成為童兵、查探敵情或充當「人肉炸彈」發動自殺攻擊。組織成員也利用互聯網宣傳或滲透國外的清真寺，以宗教之名誘使國外青年到中東參加聖戰。據英國《每日郵報》2014年8月13日報導，一群「伊斯蘭國」的支持者在倫敦牛津街分發宣傳該極端組織的傳單，鼓動人們離開英國，移民到新的「伊斯蘭國」。
该组织的軍營中，也有許多女性工作人員，多是負責打掃與炊事工作。有些年輕貌美的女子則被安排成為「軍妓」。该组织利用互聯網發放影片或通過社交網站宣傳，在歐洲招攬少女到中東與該組織的「聖戰士」結婚。有報道指出，一些女子抵達敘利亞後才發覺她們並非單一武裝分子的新娘，而是被安排每天與數名武裝分子締結「臨時婚姻」，每次「結婚」只維持一到兩小時，亦即性交後即離婚，變相淪為武裝分子的性奴。伊斯蘭國的支持者也在印尼活動，招攬女性到中東充當武裝分子的慰安婦，引起印尼警方關注。
2021年8月，阿拉比亚电视台与美国国防部相继公开伊斯兰国在叙利亚东北部的难民营中汲取兵员的行动，不排除伊斯兰国将阿尔霍尔等难民营作为兵源基地进而获得发展壮大的可能。

### 武器
「伊斯蘭國」的武器來源包括從敵軍人員購入和戰場虜獲，許多美製武器在伊拉克政府軍和敘利亞反對派戰敗時被奪取，或是被轉售而落入伊斯蘭國手中。根據衝突裝備研究報告，歐盟成員國在東歐製造的武器構成了伊斯蘭國在伊拉克-敘利亞邊界兩側部署的剩餘武器物資的大部分。這些武器的最終起源反映了華沙條約口徑在全球市場上的廣泛影響。

#### 單兵裝備
- 烏茲衝鋒槍
- HK MP5冲锋枪
- M4卡賓槍（数量1,000支以上[145]）
- AK-47突擊步槍（数量8,000支以上[145]）
- M16突击步枪（数量1,000支以上[145]）
- SVD狙击步枪（数量3,000支以上[145]）
- KSVK狙擊步槍
- 斯泰爾AUG突擊步槍
- PK通用机枪[145][146]
- NSV重机枪[145]
- DShK重机枪[145]
- 简易爆炸装置
- M26手榴彈
- M60通用機槍
- M240通用機槍
- FN Minimi輕機槍
- M224迫擊砲
- 貝瑞塔92手槍
- 格洛克17半自動手槍
- 馬卡洛夫手槍
- 白朗寧大威力半自動手槍
- RPG-7火箭筒[146]
- RPG32火箭筒
- M79火箭筒
- FIM-92刺針飛彈發射器
- SA-7防空飛彈發射器
- 飞弩-6防空导弹发射器[147]
- 米尔科姆转轮连发式榴弹发射器
- 防弹衣
- 沙漠用服
- 配戴AN/PVS-7夜视仪的克維拉头盔等[148][149]

#### 地面重武器
ZU-23-2双管高射炮、M198 155mm榴弹炮（数量达到52）、BM-21式火箭炮、飞毛腿导弹、M59加农炮、不明系列的反坦克炮。

#### 车辆
阿联酋虎式运输车、波兰AMZ野猪步兵车、美洲狮轻型战车、M939卡车、MTVR，以及数量不详的吉普车、悍马车（数量2,000輛以上），大量装备重机枪的武裝改裝車、MRAP防雷反伏击车、BRDM-2装甲车、M113裝甲運兵車、M1117守護者裝甲車、MT-LB装甲车、T-55主戰坦克（数量45+）、T-62主战坦克、T-72主战坦克（数量30+）、BMP-1步兵戰車、2S1“康乃馨”自行火炮。

#### 空中武器
米格-21或米格-23战斗机（数量3架，據報其中兩架已被敘利亞空軍炸毀）、L-39初级喷气式教练机（数量1）、米尔-24或米尔-28直升机（数量1架）、UH-60黑鹰直升机、伊朗“候鸟”无人机、固定翼运输机。

## 政治
| 实体           | 日期                    | 来源                    |
| -------------- | ----------------------- | ----------------------- |
| 国际组织       |                         |                         |
| 联合国         | 2004年10月18日          | [ 166 ]                 |
| 欧洲联盟       | 2004年                  | [ 167 ]                 |
| 东南亚国家联盟 | 2014年                  | [ 來源請求 ]            |
| 国家与地区     |                         |                         |
| 英国           | 2001年3月 2014年6月20日 | [ 168 ]                 |
| 美国           | 2004年12月17日          | [ 169 ]                 |
|                | 2005年3月2日            | [ 170 ]                 |
| 加拿大         | 2012年8月20日           | [ 171 ]                 |
| 土耳其         | 2013年10月30日          | [ 172 ] [ 173 ]         |
| 沙烏地阿拉伯   | 2014年3月7日            | [ 174 ]                 |
| 印度尼西亞     | 2014年8月1日            | [ 175 ]                 |
| 阿联酋         | 2014年8月20日           | [ 176 ]                 |
| 以色列         | 2014年9月3日            | [ 177 ] [ 178 ] [ 179 ] |
| 马来西亚       | 2014年9月24日           | [ 180 ]                 |
| 埃及           | 2014年11月30日          | [ 181 ] [ 182 ]         |
| 印度           | 2014年12月16日          | [ 183 ] [ 184 ]         |
| 俄羅斯         | 2014年12月29日          | [ 185 ]                 |
|                | 2015年3月25日           | [ 186 ]                 |
| 叙利亚         | 2015年6月               | [ 187 ]                 |
| 约旦           |                         | [ 188 ]                 |
| 巴基斯坦       | 2015年8月29日           | [ 189 ]                 |
| 中華民國       | 2015年11月26日          | [ 190 ]                 |
| 中华人民共和国 | 2015年11月19日          | [ 191 ]                 |
| 菲律賓         | 2020年7月3日            | [ 192 ] [ 193 ]         |
|                |                         | [ 194 ]                 |
|                |                         | [ 195 ]                 |
| 科威特         |                         | [ 196 ]                 |
| 巴林           |                         | [ 197 ]                 |
|                |                         | [ 198 ]                 |
| 千里達及托巴哥 |                         | [ 199 ]                 |
| 伊朗           |                         | [ 200 ]                 |
| 新加坡         | 2020年3月23日           | [ 201 ]                 |
| 瑞士           | 2014年10月8日           | [ 202 ]                 |

由於「伊斯蘭國」同時兼具宗教狂熱與恐怖主義於一身，目前沒有任何主權國家承認這個政治體或是公開與其聯繫。事實上「伊斯蘭國」幾乎與國際上所有主流國家處於戰爭狀態，歐盟、英美、俄國、乃至周邊約旦、黎巴嫩、伊拉克、伊朗都出動軍事力量與其交戰。此政治體更是受到聯合國認證的恐怖組織，其處境非常孤立，甚至不如曾經在阿富汗掌權的塔利班政權。
「伊斯蘭國」佔領大片土地後，把佔領區劃分為多個省管理。在哈里發之下，設有4個委員會：宗教、咨詢、軍事和保安，當中以軍事和保安委員會的權力最大。省和次一級的區在地方長官之下亦設置同樣的4個委員會。
伊斯蘭國崛起後，初時採取恩威並用的手段，以獲得佔領區內遜尼派居民的順從。經濟方面，武裝分子在佔領的城市努力維持電力、自來水、食物和汽油的正常供應。負責市政、衛生的原有政府部門繼續運作。治安方面，恐怖襲擊停止，在嚴刑峻法的威嚇下，刑事罪案很少。武裝分子又「依法收稅」，不少遜尼派居民認為在伊斯蘭國佔領下的生活，比起其它敘利亞反政府勢力的佔領區或伊拉克政府軍撤出前更好。另一方面，伊斯蘭國動輒處死異議份子與什葉派反抗分子，以恫嚇百姓，並在佔領區實施嚴厲的伊斯蘭教法。
伊斯蘭國攻佔伊拉克北部大城摩蘇爾後，傳聞他們發出自己的護照，不過外界認為即使真有其事，這些護照只不過是武裝分子的宣傳技倆，塑造伊斯蘭國是合法政體的形象。
自從多國聯軍開始空襲伊斯蘭國目標後，加上地面的打擊伊斯蘭國軍事行動及伊斯蘭國向進入佔領區的車輛徵稅等因素，佔領區內的貨物運輸受阻，伊斯蘭國也無力繼續向居民提供廉價汽油和食物，佔領區內居民的生活大幅惡化，食水和電力供應緊張，物價高漲。控制摩蘇爾的武裝分子為了防備政府軍進攻，中斷了當地的流動電話網絡，防止當地居民向敵軍通風報信，又限制居民不得隨意離開摩蘇爾。

### 宗教政策
“伊斯蘭國”屬於瓦哈比派，屬於遜尼派的支系。他們不僅迫害非穆斯林，也迫害其他宗派的穆斯林，強迫他們改宗遜尼派，如不信者視同叛教，可向他們徵收重稅甚至處死。此外，就算是遜尼派部族，如不願宣誓效忠，也會被視為叛徒而被屠殺。“伊斯蘭國”武裝分子向伊拉克北部佔領區內的基督徒頒佈命令，要求他們改信伊斯蘭教或繳交吉茲亞稅成為被保護民，或在限期前離開伊斯蘭國土地，否則就要處死。另一方面，武裝分子在佔領區屠殺異教徒，包括把兒童斬首，又強行拆除基督教教堂的十字架和燒毀《聖經》。有基督教徒遵照命令繳交吉茲亞稅，可是妻子和女兒仍被武裝分子搶走。
2014年8月，“伊斯蘭國”攻佔辛賈爾後，處決至少500名雅茲迪教徒，殺人方式有槍殺、斬首，或斬斷手腳釘在十字架上，或以繩索縊死，另有許多人被活埋，或者負傷再活埋。許多婦女被姦殺，超過300名婦女與女童被擄走，可能被轉賣，或成為軍妓、性奴隸。另外還有數萬雅兹迪教徒被圍困在辛賈爾山，至少56名兒童脫水而死。美國總統巴拉克·歐巴馬授權美軍展開救援行動，空襲“伊斯蘭國”武裝分子及向難民空投糧食與飲用水，掩護了大批雅茲迪信徒逃到敘利亞。美國共和黨參議員批評其前總統大選對手歐巴馬對於救援與戰鬥不夠積極。歐巴馬表示將會「持續作戰，努力不懈」。但事實上，歐巴馬仍不願意針對伊斯蘭國投入過多的資源，也不考慮投入地面部隊，以避免重蹈前美總統小布希在處理海珊問題上的覆轍。
異教徒即使同意改信伊斯蘭教，也不一定可以保命。2014年8月，伊斯蘭國武裝分子在伊拉克北部雅茲迪人的Kocho村強迫村民改信伊斯蘭教，全村所有人都同意了，只有族長一個人不肯，于是武裝分子屠殺了80名男村民，並擄走400至600名村民，大多數是婦女和兒童。
至於同為伊斯蘭教的什葉派則被視為異端，伊斯蘭國武裝分子曾在尼尼微省炸毀多間什葉派清真寺。武裝分子又以反對偶像崇拜為理由，不分宗教大肆破壞佔領區內的聖壇。
除了異教徒和什葉派之外，“伊斯蘭國”對待不願歸順的遜尼派穆斯林的屠殺，也絕不手軟。2014年11月，伊斯蘭國武裝分子在伊拉克安巴尔省屠殺322名不願歸順伊斯蘭國的遜尼派阿布尼姆部族人，其中包括在一口井裡發現50名婦女和小孩的屍體。武裝分子讓這些包括婦女和小孩在內的部族人站成一排然後公開槍決，以強迫其他的部族人歸順。

### 婦女政策
伊斯蘭國的研究與教令部據報在2014年12月出版了一本關於處置女奴的小冊子，指出穆斯林可以把戰鬥中俘獲的敵方女性非穆斯林收歸為奴隸。小冊子指示伊斯蘭國成員不論是否已婚都可以與自己擁有的女奴性交，這是《古蘭經》第23章5－6節允許的。小冊子又指示成員可以與未到青春期的女奴性交。女奴是主人的財產，可以買賣、轉讓（懷有主人骨肉的女奴除外），主人可以毆打不聽話的女奴，但不許打臉部。
2014年，有估計指伊斯蘭國已擄走多達5000名女子作為性奴，大部分是雅茲迪人。

### 財政
“伊斯蘭國”攻佔伊拉克北部多處油田後，在黑市以低價出售原油換取收入，估計每日可賺取高達100萬美元。聯合國已禁止各國與“伊斯蘭國”進行任何形式的石油交易。2014年9月，以美國為首的多國聯盟空襲敘利亞境內被“伊斯蘭國”控制的石油設施，以打擊“伊斯蘭國”的財政收入來源。
“伊斯蘭國”被指稱有來自沙特阿拉伯及其它遜尼派波斯灣國家的資金支持，目的是對抗非遜尼派及世俗力量主導的敘利亞和伊拉克政府。这些幕后资金支持者主要是民間的富人。有分析人士認為波斯灣國家與土耳其暗中支持伊斯蘭國，以阻止什葉派擴張勢力。2015年12月，挪威媒體報道挪威外交部委托Rystad Energy編寫的報告指伊斯蘭國控制地區的石油被運到土耳其以低於市價出售。
2015年11月16日，俄國總統普丁在二十國集團（G20）高峰會上指出，根據俄國情治單位表示，全球有40個國家提供IS資金援助，當中甚至還有G20的成員國，但並未明確指出是哪一個國家。在2015年，由於國際油價大幅下跌，加上俄軍針對伊斯蘭國石油設施及運輸能力進行大量空襲，導致伊斯蘭國的石油收入大減。
自2012年起，“伊斯蘭國”每年發表年度報告，外界推測是為了向捐獻资金者展示行動成果，爭取更多捐款。

### 教育政策

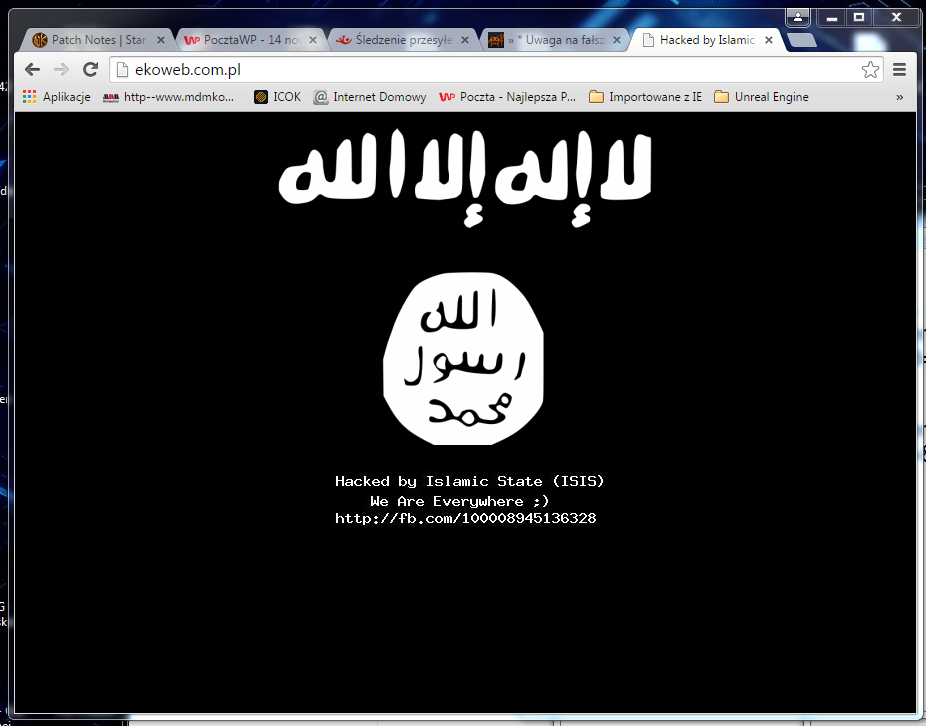
被IS所駭的網站，中間的字寫著「我們無所不在」

“伊斯蘭國”正在培訓兒童成為「哈里發國的新世代」，設立訓練營向15歲或以下兒童灌輸極端伊斯蘭聖戰思想，教導他們以消滅異教徒為人生目標，滿16歲則接受軍訓。
在敘利亞，有伊斯蘭國武裝分子綁架大批庫爾德族兒童，對他們進行洗腦，強迫學習極端宗教思想及觀看殺人和自殺攻擊影片，培育他們成為自殺式襲擊者。
在拉卡，伊斯蘭國禁止學校教授音樂、美術、體育、哲學、社會科和基督宗教。數學科不可提及利息計算，自然科學必須合乎神創論，不可教授關於進化論的內容。伊斯蘭國命令學校不可提及敘利亞國歌、民族主義思想，以及停止使用「祖國」或「敘利亞」詞彙，要用「伊斯蘭國」、「穆斯林的土地」或「沙姆省」詞彙代替。此外，伊斯蘭國強制學校實施性別隔離。伊斯蘭國對伊拉克佔領區內學校也實施了類似政策。

### 文化體育
伊斯蘭國禁止平民踢足球或觀看足球比賽。2015年1月，伊拉克摩蘇爾有13名年輕人因為收看2015年亞洲盃足球賽伊拉克對約旦的比賽，被伊斯蘭國逮捕處死。
伊拉克政府控制區內曾經發生針對足球場及播放足球賽事場所的恐怖袭击，伊拉克政府認為是伊斯蘭國所為。足球在敘利亞的伊斯蘭國佔領區也受到不明文的禁止，但禁止程度因地區和時間而異，視乎當地武裝分子的心情好壞。伊斯蘭國對於組織成員觀看足球比賽則不予禁止。
伊斯蘭國禁止平民養鴿，認為是違反伊斯蘭教教義，已有伊拉克養鴿者被武裝分子殺害。
2015年1月，伊斯蘭國燒毀摩蘇爾中央圖書館收藏的大約2000本被指不符伊斯蘭教教義的書籍，內容涵蓋教育、科學、詩集、哲學、運動等。
2015年2月，伊斯蘭國發佈影片，顯示武裝分子大肆破壞摩蘇爾博物館內的古代雕像和文物，包括超過2000年歷史的古代亞述和阿卡德文物。武裝分子在視頻中譴責亞述人和阿卡德人是多神教徒，並認為這些文物是偶像，所以要摧毀它們。

## 控制范围变化
在2015年時，伊斯兰国的領土到達了頂峰，控制了90,800平方公里的土地。但隨著聯軍反攻，伊斯兰国的領土不斷的縮少。2016年1月，IS領土下降至78,000平方公里。之後，伊斯兰国更在2016年內損失了拉馬迪、帕米拉、費盧傑、曼比季等數個重要據點，令實際控制區域大幅縮少。到了2016年7月，伊斯兰国領土縮少到68,300平方公里。2017年1月，伊斯兰国的領土只剩下60,400平方公里。至2017年10月止，伊斯蘭國的控制範圍已不到全盛時期的10%。

伊斯兰国的控制区域（灰色）
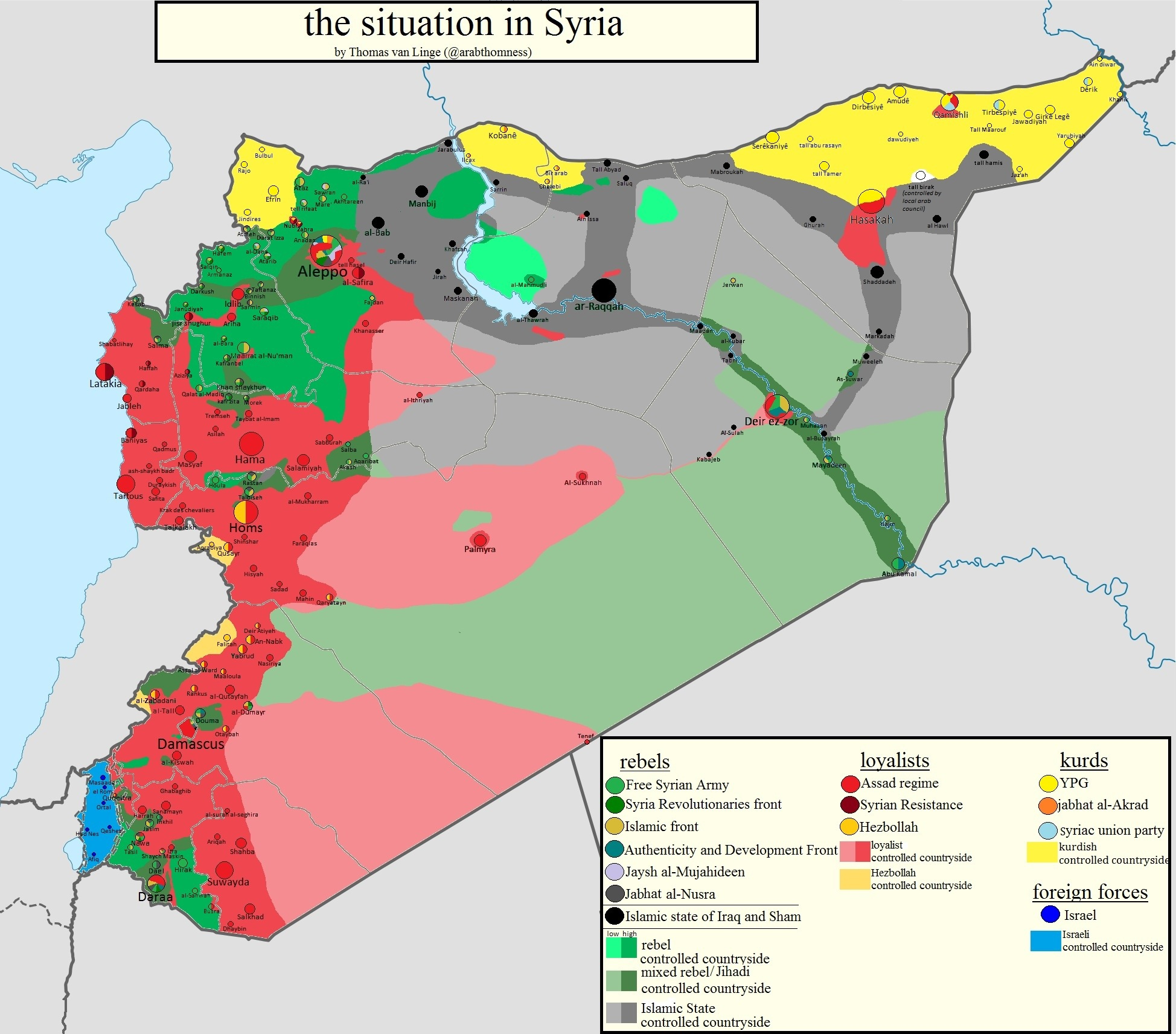
2014年1月
2014年2月
2014年3月
2014年4月
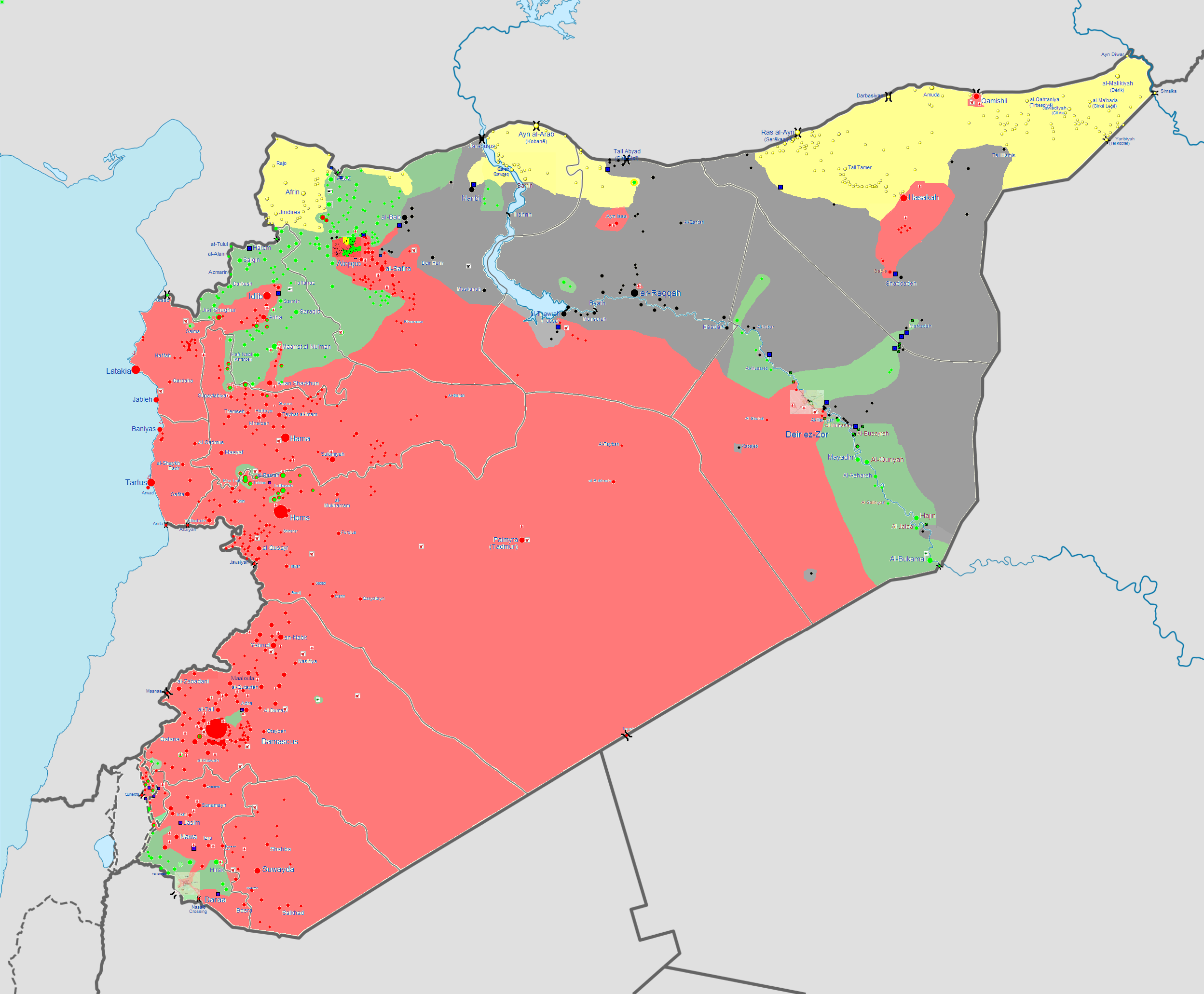
2014年5月
2014年6月
2014年7月
2014年8月
2014年9月
2014年10月
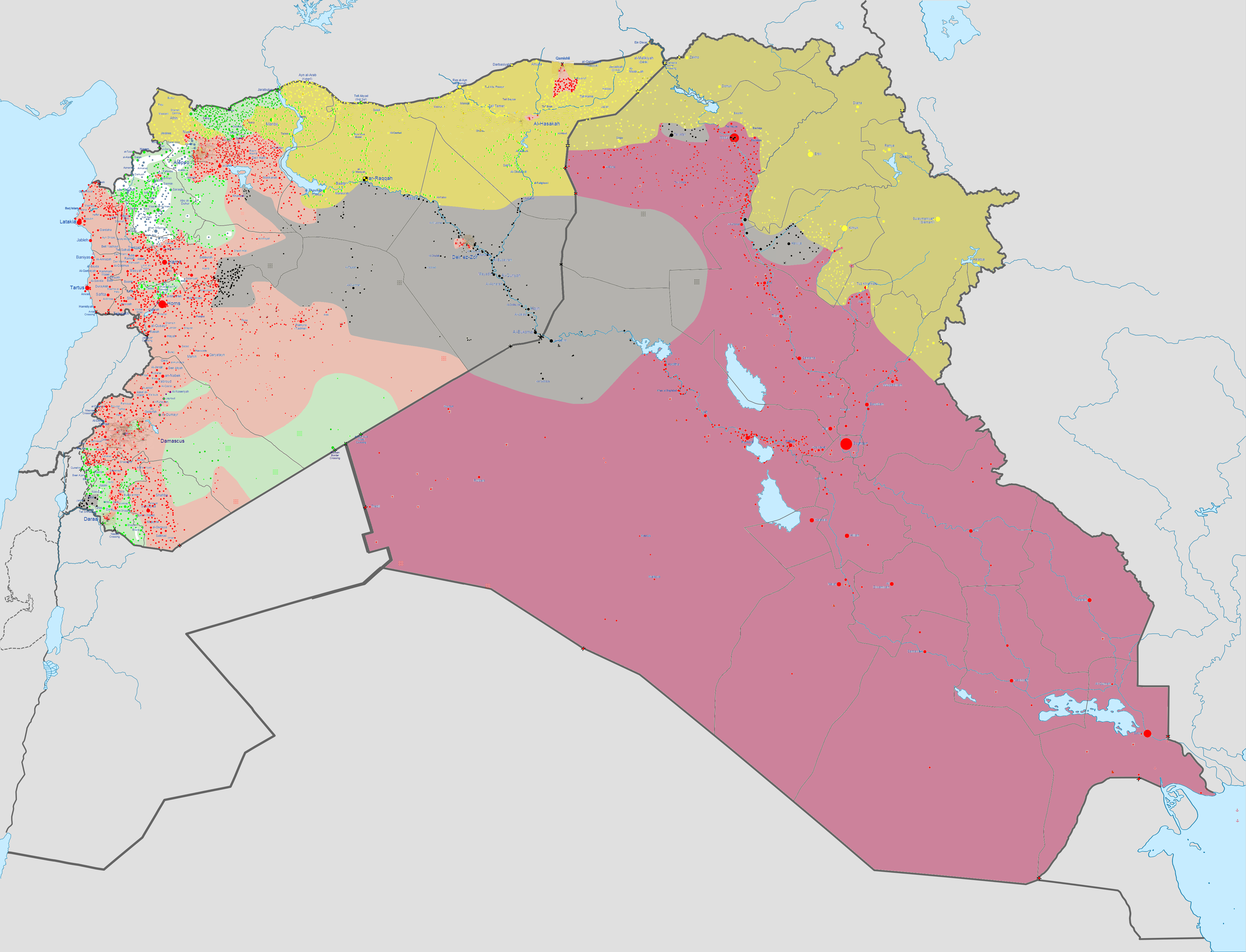
2016年9月
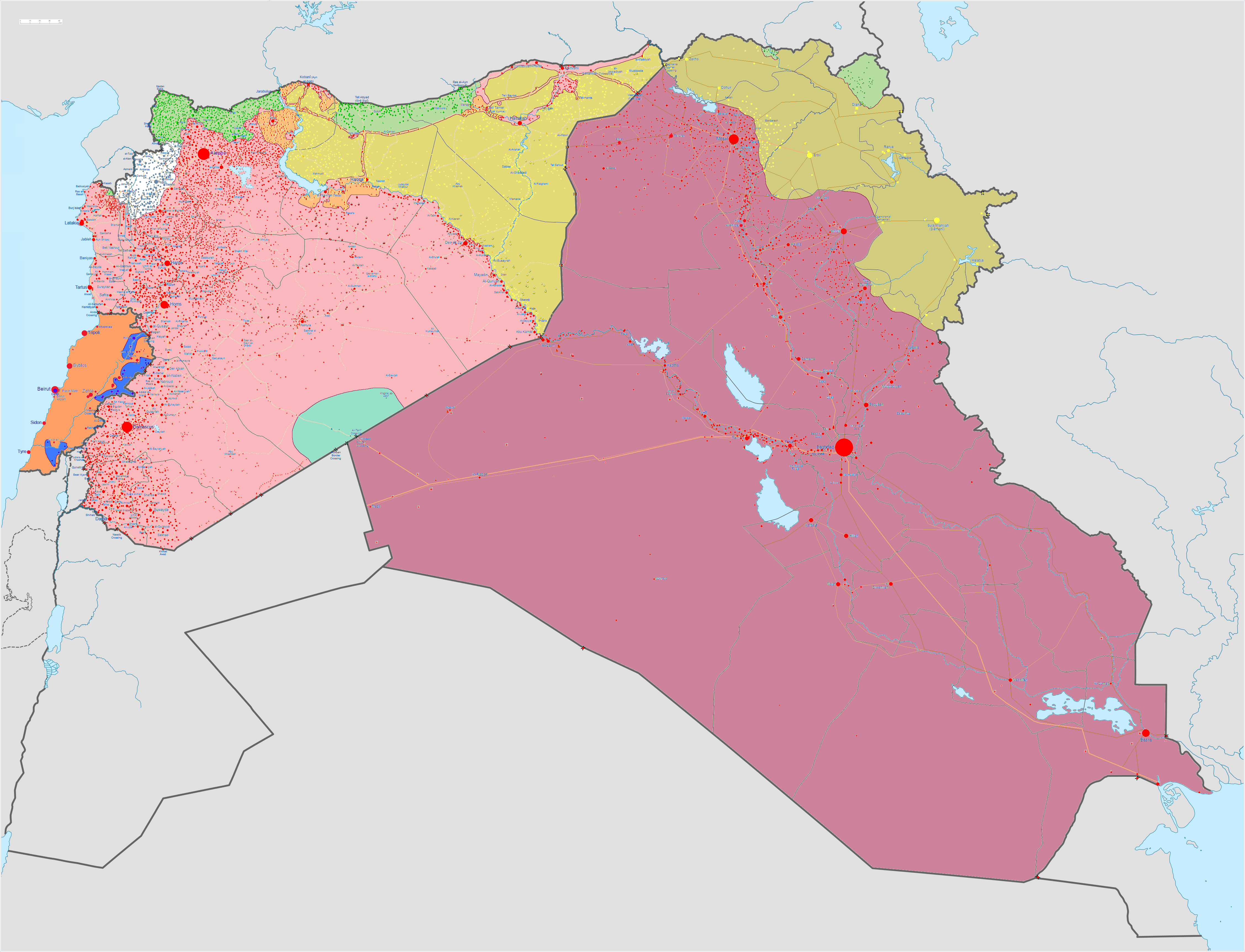
2018年
目前

## 与其相关组织
这里列出与伊斯兰国有联系的一些宗教组织，他们有时会被认为是伊斯兰国的“盟友”。2014年10月概况：
- 阿布沙耶夫[244]
- 邦萨摩洛伊斯兰自由斗士[245]
- 伊斯蘭祈禱團[246]
- 利比亚伊斯兰教法团（英语：Ansar al-Sharia (Libya)）[247][248]
- 突尼斯伊斯兰教法团（英语：Ansar al-Sharia (Tunisia)）[249][250]
- 耶路撒冷圣战者协商会议（英语：Mujahideen Shura Council in the Environs of Jerusalem）[251]
- 耶路撒冷圣殿支援团（英语：Ansar Bait al-Maqdis）[252]
- 阿尔及利亚哈里发斗士（英语：Jund al-Khilafah）[253]
- [254]
- 乌兹别克斯坦伊斯兰运动[255]
- 突厥斯坦伊斯兰党
- 青年党 (索马里)

## 民間反抗
出於不滿伊斯蘭國的殘暴行徑，有敘利亞人組成小團體發起襲擊伊斯蘭國武裝分子的游擊戰，其中一個團體White Shroud於2014年10月宣稱在代尔祖尔省已殺死超過100名伊斯蘭國武裝分子。與伊斯蘭國對抗的民間組織亦包括婦女保護部隊。

## 外界觀感
皮尤研究中心於2015年發表報告，指出在穆斯林佔人口相當比例的11個國家進行的調查顯示其中10國的受訪者大多數表示厭惡伊斯蘭國。巴基斯坦是例外，只有28%受訪者表示厭惡伊斯蘭國，62%答不知道。在尼日利亞有20%穆斯林對伊斯蘭國有好感（另有19%答不知道），馬來西亞則有12%穆斯林對伊斯蘭國有好感（另有21%答不知道）。

### 引用
1. 1 2  Withnall, Adam. . The Independent. 2014-06-29  [2014-06-29]. （原始内容存档于2014-06-30）.
2. ↑  . bbc.com.   [2014-06-30]. （原始内容存档于2014-06-30）.
3. ↑  .   [2014-12-15]. （原始内容存档于2014-12-14）.
4. ↑  . The National. 2014-06-11  [2014-06-18]. （原始内容存档于2014-06-17）.
5. ↑  . Carnegie Endowment for International Peace. 2014-06-12  [2014-06-18]. （原始内容存档于2014-07-14）.
6. ↑  . The Guardian. 2014-11-09  [2014-11-16]. （原始内容存档于2014-11-16）.
7. ↑  . US Army 5th Battalion, 20th Infantry Regiment.   [2015-01-23]. （原始内容存档于2008-11-18）.
8. ↑  D. Remnick (November 22, 2015). . The New Yorker. 2015-11-22  [2015-12-30]. （原始内容存档于2015-12-19）.
9. ↑  .   [2017-07-10]. （原始内容存档于2017-07-05）.
10. ↑  Sarah Benhaida with Ahmad al-Rubaye. . Rudaw. 2017-10-26  [2017-10-27]. （原始内容存档于2017-10-26）.
11. ↑  . Yahoo Singapore News. 2017-11-04  [2017-11-05]. （原始内容存档于2017-11-07）.
12. ↑  . RT. TV-Novosti.   [2017-11-08]. （原始内容存档于2017-11-09）.
13. ↑  俄羅斯衛星通訊社. . Sputnik. 2017-11-09  [2017-11-22]. （原始内容存档于2017-12-01）.
14. ↑  .   [2017-11-22]. （原始内容存档于2017-11-21）.
15. ↑  林妍. . 大紀元. 2017-11-17  [2017-11-22]. （原始内容存档于2017-11-21）.
16. ↑  Rubin, Alissa, J. . The Times of India. 2014-06-26  [2014-10-18]. （原始内容存档于2017-09-11）.
17. ↑  . Algemeiner.com. 2014-11-05  [2014-12-15]. （原始内容存档于2014-12-02）.
18. 1 2  Ishaan Tharoor. . The Washington Post. 2014-07-16  [2014-11-30]. （原始内容存档于2014-10-06）. The Islamic State has de facto control of a whole swathe of territory stretching from eastern Syria to the environs of Baghdad and last month declared a caliphate...
19. ↑  Paul Cruickshank; Nic Robertson; Tim Lister; Jomana Karadsheh. . CNN. 2014-11-18  [2014-11-30]. （原始内容存档于2014-11-23）.
20. ↑  Zack Beauchamp. . Vox. 2014-08-04  [2014-11-30]. （原始内容存档于2014-12-05）.
21. ↑  Cockburn, Patrick. . The Independent. 2014-09-16.
22. 1 2 3  . France 24. 2016-07-06  [2016-07-07]. （原始内容存档于2016-07-06）.
23. ↑  . 美國國防部. 2016-03-01  [2015-03-04]. （原始内容存档于2017-03-02）.
24. ↑  . Rewards for Justice. U.S. Department of State, Bureau of Diplomatic Security. 2015-05-05  [2015-05-07]. （原始内容存档于2015-05-18）.
25. ↑  Schmidt, Michael. . The New York Times. 2016-03-25  [2016-03-26]. （原始内容存档于2016-03-26）.
26. ↑  .   [2016-09-03]. （原始内容存档于2016-09-28）.
27. ↑  Jawad Al-Tamimi, Aymenn.  (报告). Aymenn Jawad Al-Tamimi's Blog. January 2016  [2016-05-08]. （原始内容存档于2016-05-14）.
28. ↑  . Business Insider. Agence France-Presse. 2014-06-29  [2014-07-18]. （原始内容存档于2014-07-14）.
29. 1 2  . SITE Institute. 2014-06-29  [2014-06-29]. （原始内容存档于2014-06-29）.
30. ↑  Akhmeteli, Nina. . BBC News. 2014-07-09  [2014-07-09]. （原始内容存档于2014-07-09）.
31. ↑  . ElBalad. 2014-11-14  [2014-12-15]. （原始内容存档于2015-01-28）.
32. ↑  . Radio Free Europe. 2014-11-14  [2014-12-15]. （原始内容存档于2015-09-24）.
33. ↑  . Yahoo News. 2016-09-06  [2017-07-13]. （原始内容存档于2017-06-25）.
34. ↑  . Reuters. 2015-05-28  [2017-07-13]. （原始内容存档于2017-07-05）.
35. ↑  . The Guardian. 2016-09-16  [2016-09-18]. （原始内容存档于2016-09-17）.
36. ↑  . Reuters. 2016-12-05  [2017-02-05]. （原始内容存档于2017-01-13）.
37. ↑   (PDF). Washington Institute for Near East Policy. 2014-07  [2014-08-26]. （原始内容存档 (PDF)于2015-02-20）.
38. ↑  Pool, Jeffrey. . Terrorism Monitor. 2004-12-16, 2 (24): The Jamestown Foundation  [2014-07-30]. （原始内容存档于2007-09-30）.
39. ↑  . BBC News. 2014-02-03  [2014-02-03]. （原始内容存档于2014-07-09）.
40. ↑  Holmes, Oliver. . Reuters. 2014-02-03  [2014-07-06]. （原始内容存档于2014-06-25）.
41. 1 2  . BBC News. 2017-01-19  [2017-01-19]. （原始内容存档于2017-01-19）.
42. ↑  . The New York Times. 2014-11-07  [2014-12-14]. （原始内容存档于2014-12-16）.
43. ↑  . 亚太日报.   [2014-11-14]. （原始内容存档于2014-11-29）.
44. ↑  . Global Operations. Department of Defense - Government of Australia.   [2017-10-25]. （原始内容存档于2017-07-07）.
45. ↑  .   [2017-12-16]. （原始内容存档于2017-12-16）.
46. ↑  .   [2017-12-16]. （原始内容存档于2019-05-12）.
47. ↑  . Arab Digest. 2011-12-23  [2012-04-20]. （原始内容存档于2012-04-18）.
48. ↑  . euronews.com.   [2014-06-30]. （原始内容存档于2014-06-30） （英语）.
49. ↑  ISIS RELEASES MAP OF 5-YEAR PLAN TO SPREAD FROM SPAIN TO CHINA （页面存档备份，存于）、BREITBART、2014年7月1日，同年11月23日阅览
50. ↑  Tim Fernholz. . Quartz. 2014-07-01  [2014-11-23]. （原始内容存档于2021-12-03）.
51. ↑  安国章. . 人民网. 2014-12-24  [2014-12-28]. （原始内容存档于2014-12-28） （中文（简体））.
52. ↑  . 成報. 2015-02-16  [2015-02-16]. （原始内容存档于2015-02-15） （中文）.
53. ↑   [视频：达伊沙巴格达迪干预和威胁320名美军士兵]. 巴勒斯坦: 民族報. 2015-02-13  [2015-02-13]. （原始内容存档于2021-06-26） （阿拉伯语）.
54. ↑  
.   [2022-12-07]. （原始内容存档于2022-12-07）.
55. ↑  . 中新网. 2016-03-23  [2016-03-27]. （原始内容存档于2016-04-09）.
56. ↑  . CCTV. 2016-03-12  [2016-03-27]. （原始内容存档于2016-04-20）.
57. ↑  . Wall Street Jounal. 2014-06-12  [2014-06-15]. （原始内容存档于2020-05-04）.
58. ↑  Tharoor, Ishaan. . www.washingtonpost.com. The Washington Post. 2014-06-18  [2014-06-18]. （原始内容存档于2014-06-19） （英语）.
59. ↑  Mourtada, Hania. . New York Times. 2013-03-11  [2013-11-16]. （原始内容存档于2013-12-19）.
60. ↑  . Guardian.   [2013-07-24]. （原始内容存档于2013-07-24）.
61. ↑  . Now.mmedia.me. AFP. 2013-08-14  [2013-09-12]. （原始内容存档于2013-12-03）.
62. ↑  . AFP. 2014-01-04  [2014-01-05]. （原始内容存档于2014-01-04）.
63. ↑  Nicks, Denver. .   [2014-12-17]. （原始内容存档于2018-10-12）.
64. ↑  Helene Cooper. . The New York Times. 2014-09-05  [2014-09-06]. （原始内容存档于2014-09-06）.
65. ↑  Patrick Wintour. . The Guardian. 2014-09-05  [2014-09-06]. （原始内容存档于2014-09-05）.
66. ↑  . Dir.bg. 2014-09-20  [2014-09-20]. （原始内容存档于2014-09-21） （保加利亚语）.
67. ↑  . Reuters.   [2014-08-18]. （原始内容存档于2015-07-13）.
68. ↑  . Jutarnji list. 2014-08-21  [2014-08-22]. （原始内容存档于2016-04-13） （克罗地亚语）.
69. ↑  .   [2014-12-17]. （原始内容存档于2014-12-25）.
70. ↑  .   [2014-09-24]. （原始内容存档于2014-10-06）.
71. ↑  Besar Likmeta. . Balkan Insight. 2014-08-27  [2014-12-17]. （原始内容存档于2018-10-20）.
72. ↑  . 風傳媒.   [2015-12-28]. （原始内容存档于2015-12-29）.
73. ↑  . 2014-05-27  [2014-09-20]. （原始内容存档于2014-10-06）.
74. ↑  Cockburn, Patrick. . The Independent. 2014-06-09  [2014-06-12]. （原始内容存档于2014-06-11）.
75. ↑  程帥鵬. . 鳳凰網. 2017-11-22  [2017-12-12]. （原始内容存档于2017-12-11） （中文（简体））.
76. ↑  OccupyingTheMind, , 2012-07-23  [2019-03-17], （原始内容存档于2019-07-27）
77. ↑  . Dailymotion.   [2019-03-17]. （原始内容存档于2018-05-09） （英语）.
78. ↑  CNN, , 2016-08-11  [2019-03-17], （原始内容存档于2017-08-04）
79. ↑  . 自由電子報.   [2019-03-25]. （原始内容存档于2019-03-25） （中文（臺灣））.
80. 1 2  .   [2019-03-23]. （原始内容存档于2019-03-23）.
81. ↑  . 世界新聞網. 2019-03-24  [2019-03-25]. （原始内容存档于2019-03-25） （中文（臺灣））.
82. ↑  . 世界新聞網. 2019-03-24  [2019-03-25]. （原始内容存档于2019-03-25） （中文（臺灣））.
83. ↑  Storm.mg. . www.storm.mg.   [2019-03-25]. （原始内容存档于2019-03-25） （中文（臺灣））.
84. ↑  中時新聞. .   [2023-08-28]. （原始内容存档于2023-08-28） （中文（臺灣））.
85. ↑  "Al-Qaeda chief disbands main jihadist faction in Syria: Al-Jazeera （页面存档备份，存于）", Hurriyet, 2013)
86. ↑  . 新华网. 2004-10-20.
87. ↑  . CTC Sentinel. 2014-05-29  [2014-06-02]. （原始内容存档于2014-06-02）.
88. ↑  Fishman 2008，第48–9頁.
89. 1 2 3 4  . MEMRI. 2006-10-17  [2014-06-02]. （原始内容存档于2014-06-02）.
90. ↑  . Long War Journal. 2006-10-12  [2014-06-02]. （原始内容存档于2014-07-06）.
91. ↑  Fishman 2008，第49–50頁.
92. ↑  Phillips 2009，第74頁.
93. ↑  美国副总统称已重创“基地”组织伊拉克分支 （页面存档备份，存于），新华网，2010年4月20日。
94. ↑  高轶军. . 人民网. 2014-07-01  [2014-12-17]. （原始内容存档于2014-10-06）.
95. ↑  . BBC. 2013-07-12  [2014-09-20]. （原始内容存档于2015-11-25）.
96. ↑  . Al Arabiya. 2013-04-09  [2014-06-15]. （原始内容存档于2016-01-19）.
97. ↑  Barrett, Kevin. . www.presstv.com. PRESSTV.   [2014-06-20]. （原始内容存档于2014-07-16） （英语）.
98. ↑  Liz Sly. . The Washington Post. 2014-02-03  [2014-02-07]. （原始内容存档于2017-09-02）.
99. ↑  .   [2014-08-18]. （原始内容存档于2014-08-13）.
100. ↑  . BBC. 2014-06-11  [2014-09-20]. （原始内容存档于2014-09-20）.
101. ↑  . 新华网.   [2014-11-14]. （原始内容存档于2014-11-29）.
102. ↑  . 海外网. 2014-06-30  [2014-09-20]. （原始内容存档于2014-07-24）.
103. ↑  . 人民网. 2014-06-30  [2014-09-20]. （原始内容存档于2014-09-15）.
104. ↑  Team, Forvo. .   [2014-09-20]. （原始内容存档于2014-11-24）.
105. ↑  . 人民网.   [2014-12-05]. （原始内容存档于2014-12-13）.
106. ↑  . BBC News. 2014-06-24  [2014-08-16]. （原始内容存档于2014-08-15）.
107. ↑  . Le Parisien. 2014-09-15  [2014-09-16]. （原始内容存档于2014-09-16）.
108. ↑  . Toronto Star. 2014-09-12  [2014-09-16]. （原始内容存档于2014-09-15）.
109. ↑  . 人民网.   [2014-08-01]. （原始内容存档于2014-12-21）.
110. ↑  . Rudaw. 2015-04-13  [2015-07-31]. （原始内容存档于2015-07-13）.
111. ↑  Yousafzai, Sami; Seibert, Sam. . Vocativ. 2014-11-05  [2014-12-11]. （原始内容存档于2014-12-19）.
112. ↑  . 网易新闻. 2015-04-22  [2015-08-02]. （原始内容存档于2015-12-23）.
113. ↑  . 中华网. 2015-06-18  [2015-08-02]. （原始内容存档于2015-12-23）.
114. ↑  Burke, Michael Safi Jason. . The Guardian. 2019-04-23  [2019-04-23]. ISSN 0261-3077. （原始内容存档于2019-04-23） （英国英语）.
115. ↑  .   [2019-11-14]. （原始内容存档于2019-06-06）.
116. ↑  . 中央通訊社. 2019-05-11  [2019-06-05]. （原始内容存档于2019-05-11） （中文（臺灣））.
117. ↑  . 中央通訊社. 2019-10-27  [2019-10-27]. （原始内容存档于2019-10-27） （中文（臺灣））.
118. ↑  . 中央通訊社. 2019-10-28  [2019-10-28]. （原始内容存档于2019-10-28） （中文（臺灣））.
119. ↑  . 聯合新聞網. 2020-03-10  [2020-03-11]. （原始内容存档于2020-12-01） （中文（臺灣））.
120. ↑  .   [2022-01-23]. （原始内容存档于2022-02-09）.
121. ↑  .   [2022-01-24]. （原始内容存档于2022-01-24）.
122. ↑  . New York Times. 2022-02-03  [2022-02-03]. （原始内容存档于2022-02-03）.
123. ↑  "Global Terrorism Index 2015" （页面存档备份，存于）. Institute For Economics and Peace. October 2015. Pages 46-47.
124. ↑  Cook and Vale. "From Daesh to ‘Diaspora." （页面存档备份，存于） International Centre for the Study of Radicalisation. King's College London. Pages 14-19.
125. ↑  . cn.reuters.com. 2014-09-04  [2014-09-20]. （原始内容存档于2014-09-24）.
126. ↑  . 中新網. 2015-09-30  [2015-10-01]. （原始内容存档于2015-10-01）.
127. ↑  "Al-Qaeda in Iraq （页面存档备份，存于）", GlobalSecurity.org (U.S. State Department, 'Country Reports on Terrorism', 2005)
128. ↑  . The Washington Times. 2010-04-19  [2014-12-17]. （原始内容存档于2014-10-11）.
129. ↑  . Mirror Online. 2014-08-20  [2014-09-20]. （原始内容存档于2014-09-22）. 500 British nationals fighting with the Islamic State militants in Iraq and Syria
130. ↑  . London Evening Standard. 2014-08-21  [2014-09-20]. （原始内容存档于2014-09-24）.
131. ↑  . The Independent. 2014-06-23  [2014-09-20]. （原始内容存档于2014-06-24） （英语）.
132. ↑  . 纽约时报中文网. 2014-09-16  [2014-12-14]. （原始内容存档于2014-09-19）.
133. ↑  . 新華網. 2014-12-11  [2014-12-16]. （原始内容存档于2014-12-18）.
134. ↑  . 2014-10-07  [2014-10-08]. （原始内容存档于2015-11-18） （中文）.
135. ↑  . hk.apple.nextmedia.com. 2014-06-24  [2014-09-20]. （原始内容存档于2014-09-24）.
136. ↑  . 台灣醒報. 2014-06-22  [2014-09-20]. （原始内容存档于2014-09-24）.
137. ↑  . 人民網天津视窗. （原始内容存档于2014-08-19）.
138. ↑  . hk.apple.nextmedia.com. 2014-07-13  [2014-09-20]. （原始内容存档于2014-09-24）.
139. ↑  . 新浪網. 2014-08-12  [2014-09-20]. （原始内容存档于2014-09-24）.
140. ↑  . 环球网. 2021-08-05  [2021-08-05]. （原始内容存档于2021-08-05） （中文）.
141. ↑  . 新華網. 2014-10-24  [2014-12-14]. （原始内容存档于2014-11-30）.
142. ↑  . news.sina.com.cn. 2014-11-04  [2014-12-14]. （原始内容存档于2014-12-14）.
143. ↑  . Conflict Armament Research.   [2019-11-29]. （原始内容存档于2021-01-21）.
144. 1 2 3 4 5 6 7 8 9  . therightplanet.com.   [2014-11-06]. （原始内容存档于2014-10-27）.
145. 1 2  . The New York Times. 2013-10-17  [2014-08-22]. （原始内容存档于2014-09-20）.
146. ↑  Kirk Semple And Eric Schmitt. . New York Times. 2014-10-26  [2014-11-02]. （原始内容存档于2014-11-02）.
147. ↑  . 欧洲时报.   [2014-12-05]. （原始内容存档于2014-12-10）.
148. ↑  . 参考消息.   [2014-12-05]. （原始内容存档于2014-12-08）.
149. ↑  Tilghman, Andrew; Schogol, Jeff. . Military Times. 2014-06-12  [2014-06-14]. （原始内容存档于2014-06-12）.
150. ↑  . 今日俄罗斯. 2014-06-18  [2014-07-22]. （原始内容存档于2014-07-15）.
151. ↑  . The Washington Times. 2014-07-15  [2014-09-13]. （原始内容存档于2019-01-05）.
152. ↑  . 赫芬顿邮报. 2014-08-07  [2014-08-11]. （原始内容存档于2014-08-14）.
153. ↑  . 2014-06-12  [2014-07-03]. （原始内容存档于2014-07-05）.
154. ↑  . 2014-06-30  [2014-07-03]. （原始内容存档于2014-07-02）.
155. ↑  . 2014-06-19  [2014-07-03]. （原始内容存档于2014-07-02）.
156. ↑  . 2014-06-17  [2014-07-03]. （原始内容存档于2014-08-09）.
157. ↑  Chelsea J. Carter; Tom Cohen; Barbara Starr. . CNN. 2014-08-09  [2014-09-05]. （原始内容存档于2014-09-16）.
158. ↑  . BBC News.   [2015-01-25]. （原始内容存档于2019-06-24）.
159. ↑  . International Business Times UK.   [2015-01-25]. （原始内容存档于2019-06-16）.
160. ↑  . Yahoo News UK. 2014-10-22  [2015-01-25]. （原始内容存档于2015-02-26）.
161. ↑  . 2016-01-14  [2016-01-15]. （原始内容存档于2016-04-10）.
162. ↑  . Middle East Institute Editor's Blog.   [2015-01-26]. （原始内容存档于2015-01-28）.
163. ↑  . Zero Hedge. 2014-06-10  [2014-06-14]. （原始内容存档于2014-06-13）.
164. ↑  Lake, Eli; Dettmer, Jamie; De Visser, Nanette. . The Daily Beast. 2014-06-11  [2014-07-15]. （原始内容存档于2014-07-14）.
165. ↑  . United Nations.   [2014-10-02]. （原始内容存档于2014-09-25）.
166. ↑  Wahlisch, Martin.  (PDF). Berghof Peace Support. Berghof Foundation. 2010  [2014-11-03]. （原始内容 (PDF)存档于2014-10-20）.
167. ↑   (PDF). Home Office. 2014-06-20  [2014-11-07]. （原始内容 (PDF)存档于2014-08-15）.
168. ↑  . Bureau of Counterterrorism. United States Department of State.   [2014-07-28]. （原始内容存档于2015-03-26）.
169. ↑  . Australian National Security.   [2014-07-31]. （原始内容存档于2018-07-28）.
170. ↑  . Public Safety Canada.   [2014-07-31]. （原始内容存档于2017-02-02）.
171. ↑  Kaplan, Hilal. . Daily Sabah. 2014-09-03  [2014-09-28]. （原始内容存档于2014-10-13）.
172. ↑  Mahcupyan, Etyen. . Daily Sabah. 2014-09-20  [2014-09-28]. （原始内容存档于2014-09-22）.
173. ↑  . Reuters. 2014-03-07  [2014-07-31]. （原始内容存档于2014-07-03）.
174. ↑  . Tempo. 2014-08-02  [2014-08-04]. （原始内容存档于2018-10-04）.
175. ↑  news, Gulf. . 2014-11-16  [2014-11-19]. （原始内容存档于2015-01-28）.
176. ↑  . Arutz Sheva.   [2014-09-09]. （原始内容存档于2014-09-09）.
177. ↑  . 2014-09-04  [2014-10-08]. （原始内容存档于2014-10-14）.On 3 September 2014, Israel's Ministry of Defense, on the recommendation of the Israeli General Security Service, declared the Islamic State a terrorist organization.
178. ↑  Rieger, Sol. . JP Updates. 2014-08-26  [2014-10-12]. （原始内容存档于2014-10-16）.
179. ↑  . The Straits Times. 2014-09-25  [2014-09-25]. （原始内容存档于2014-09-25）.
180. ↑  . Daily News Egypt.   [2015-01-26]. （原始内容存档于2014-12-08） （英语）.
181. ↑  . Hürriyet Daily News. 2014-11-30  [2015-01-26]. （原始内容存档于2017-10-19）.
182. ↑  .   [2014-12-16]. （原始内容存档于2015-01-01）.
183. ↑  PTI. . The Hindu.   [2014-12-16]. （原始内容存档于2018-07-20）.
184. ↑  . Russian News Agency "TASS".   [2014-12-29]. （原始内容存档于2014-12-31）.
185. ↑  Paraszczuk, Joanna. . rferl.com. Radio Free Europe Radio Liberty.   [2015-03-26]. （原始内容存档于2016-09-23）.
186. ↑  Manal. . sana.sy.   [2015-06-23]. （原始内容存档于2018-08-09）.
187. ↑  . News Corp Australia. 2015-02-06  [2015-08-07]. （原始内容存档于2015-10-19）.
188. ↑  Gishkori, Zahid. . The Express Tribune (Pakistan).   [2016-04-17]. （原始内容存档于2018-08-08）.
189. ↑  .   [2016-10-15]. （原始内容存档于2017-10-19）.
190. ↑  . 中華人民共和國外交部.   [2016-12-14]. （原始内容存档于2021-12-21）.
191. ↑   (PDF) (1 April 2020 ‒ 30 June 2020): 20.   [31 December 2020]. （原始内容存档 (PDF)于2022-03-21）. The U.S. Embassy in Manila reported that the Anti-Terrorism Act also streamlines designation of terrorist groups by automatically recognizing all UN terrorist group designations under Philippine law.
192. ↑  . GMA News. 31 December 2020  [1 January 2021]. （原始内容存档于2021-10-11） （英语）.
193. ↑  . Government of Kazakhstan. 3 November 2020  [2022-04-02]. （原始内容存档于2020-09-30）.
194. ↑  . Financial Monitoring Department. National Bank of Tajikistan.   [29 November 2020]. （原始内容存档于2021-01-31）.
195. ↑  . Middle East Monitor. 7 January 2016  [2022-04-02]. （原始内容存档于2020-07-25）.
196. ↑  . Ministry of Foreign Affairs, Kingdom of Bahrain.   [29 November 2020]. （原始内容存档于2020-10-17）.
197. ↑  . The Washington Post. 16 November 2018. （原始内容存档于18 November 2016）.
198. ↑  . T&T Guardian. 5 August 2017  [2022-04-02]. （原始内容存档于2022-04-15）.
199. ↑  . Iran Daily. 16 April 2015  [2022-04-02]. （原始内容存档于2019-04-01）.
 · . Fars News Agency. 12 March 2015  [7 July 2017]. （原始内容存档于28 March 2015）.
 · . Tasnim News Agency. 8 September 2014  [2022-04-02]. （原始内容存档于2019-12-10）.
 · . Al-Alam. 26 September 2014  [2022-04-02]. （原始内容存档于2017-12-04）.
200. ↑  Terrorism (Suppression of Financing) Act (Cap. 325), item 1 of First Schedule
201. ↑  . Federal Department of Defence, Civil Protection and Sports.   [28 February 2019]. （原始内容存档于11 August 2020）.
202. ↑  . BBC News. 2014-09-03  [2014-09-26]. （原始内容存档于2014-10-13）.
203. ↑  . hk.apple.nextmedia.com. 2014-08-12  [2014-09-20]. （原始内容存档于2014-09-24）.
204. ↑  . 騰訊網. 2014-08-17  [2014-09-20]. （原始内容存档于2014-09-24）.
205. ↑  . Mail Online. 2014-08-12  [2014-09-20]. （原始内容存档于2014-09-24）.
206. ↑  . Daily Mail Online. 2014-12-15  [2014-12-29]. （原始内容存档于2014-12-30）.
207. ↑  . The Washington Post. 2014-12-25  [2014-12-30]. （原始内容存档于2014-12-30）.
208. ↑  . 新华网. 2014-12-29  [2014-12-30]. （原始内容存档于2014-12-30）.
209. 1 2  . 聯合新聞網. 2014-11-03  [2014-11-19]. （原始内容存档于2014-11-29）.
210. ↑  . Reuters. 2014-07-18  [2014-09-20]. （原始内容存档于2014-09-24） （英语）.
211. ↑  . www.appledaily.com.tw. 2014-08-09  [2014-09-20]. （原始内容存档于2015-02-04）.
212. ↑  . CNN.   [2014-08-09]. （原始内容存档于2014-08-09） （英语）. .   [2014-08-09]. 原始内容存档于2014-08-09.
213. ↑  .   [2014-09-20]. （原始内容存档于2014-09-24）.
214. ↑  新聞雲, ETtoday. .   [2014-09-20]. （原始内容存档于2014-09-24）.
215. ↑  新聞雲, ETtoday. .   [2014-09-20]. （原始内容存档于2014-09-24）.
216. ↑  . hk.apple.nextmedia.com. 2014-08-11  [2014-09-20]. （原始内容存档于2014-09-24）.
217. ↑  www.frebsite.nl. .   [2015-03-21]. （原始内容存档于2015-04-02）.
218. ↑  . Mail Online. 2014-08-20  [2014-09-20]. （原始内容存档于2014-09-24）.
219. 1 2  . DW.DE. 2014-07-05  [2014-09-20]. （原始内容存档于2014-09-24）.
220. ↑  . Mic. 2014-07-08  [2014-09-20]. （原始内容存档于2014-09-24）.
221. ↑  . The Independent. 2014-12-10  [2014-12-12]. （原始内容存档于2015-02-03）.
222. 1 2  . 香港《蘋果日報》. 2014-12-12  [2014-12-12]. （原始内容存档于2014-12-13）.
223. ↑  . 中新網. 2014-07-30  [2014-09-20]. （原始内容存档于2014-09-24）.
224. ↑  . BBC News. 2014-09-25  [2014-09-26]. （原始内容存档于2014-09-26）.
225. ↑  . DW.DE. 2014-06-21  [2014-09-20]. （原始内容存档于2014-09-24）.
226. ↑  . BBC中文網. 2015-11-24  [2015-12-11]. （原始内容存档于2015-11-27）.
227. ↑  . 中新網. 2015-12-25  [2015-12-25]. （原始内容存档于2015-12-25）.
228. ↑  . 中時電子報. 2015-01-17  [2015-11-17]. （原始内容存档于2015-11-18）.
229. ↑  . 中新網. 2015-12-19  [2015-12-25]. （原始内容存档于2015-12-25）.
230. ↑  . 新浪網. 2014-06-18  [2014-09-20]. （原始内容存档于2014-08-13）.
231. ↑  . News.com.au. 2014-08-11  [2014-09-20]. （原始内容存档于2014-09-24）.
232. ↑  . 大公網. 2014-06-27  [2014-09-20]. （原始内容存档于2014-08-12）.
233. ↑  . www.news.com.au. 2014-09-02  [2014-09-20]. （原始内容存档于2014-09-24）.
234. ↑  . 台灣醒報. 2014-10-23  [2014-12-14]. （原始内容存档于2014-12-15）.
235. 1 2  . 中新網. 2016-05-31  [2016-05-31]. （原始内容存档于2016-06-30）.
236. ↑  . 新浪网. 2015-01-20  [2015-01-20]. （原始内容存档于2015-01-20）.
237. ↑  . 中新網. 2015-01-21  [2015-01-21]. （原始内容存档于2015-01-21）.
238. ↑  . 聯合國新聞. 2015-02-04  [2015-02-27]. （原始内容存档于2015-07-08）.
239. ↑  . The Guardian. 2015-02-26  [2015-02-27]. （原始内容存档于2015-02-27）.
240. ↑  . Reuters. 2016-07-10  [2016-07-10]. （原始内容存档于2016-07-10）.
241. ↑  . BBC News. 2017-01-20  [2017-01-20]. （原始内容存档于2017-01-20）.
242. ↑  . 東森新聞雲. 2017-10-24  [2017-10-24]. （原始内容存档于2020-12-03）.
243. ↑  Paterno Emasquel II. . Rappler. 2014-09-17  [2014-09-19]. （原始内容存档于2016-07-03）.
244. ↑  . Gmanetwork.com. 2014-08-16  [2014-08-22]. （原始内容存档于2015-01-28）.
245. ↑  Dean, Sarah. . Daily Mail. 2014-08-21  [2014-08-23]. （原始内容存档于2014-08-22）.
246. ↑  Elmenshawy, Mohamed. . The Huffington Post. 2014-08-25  [2014-09-25]. （原始内容存档于2014-10-07）.
247. ↑  . Magharebia.   [2014-09-25]. （原始内容存档于2014-10-06）.
248. ↑  .   [2014-09-25]. （原始内容存档于2014-10-06）.
249. ↑  Abdallah Suleiman Ali. . Al-Monitor. 2014-07-03  [2014-09-25]. （原始内容存档于2015-02-23）.
250. ↑  . Al-Monitor.   [2014-09-25]. （原始内容存档于2014-10-06）.
251. ↑  .   [2014-09-25]. （原始内容存档于2014-09-24）.
252. ↑  Chikhi, Lamine. . Reuters. 2014-09-14  [2014-09-24]. （原始内容存档于2014-10-06）.
253. ↑  . International Business Times. 2014-10-04  [2014-10-05]. （原始内容存档于2014-10-06）.
254. ↑  . Dawn. 2014-10-07  [2014-10-08]. （原始内容存档于2014-10-07）.
255. ↑  . Reuters. 2014-10-13  [2015-01-16]. （原始内容存档于2015-01-20）.
256. ↑  . 2015-11-17  [2015-12-11]. （原始内容存档于2016-05-05）.